# شک‌گرایی دینی
شک‌گرایی دینی نوعی شک‌گرایی درباره دین است. شک‌گرایان دینی اقتدار دینی را زیر سؤال می‌برند. آنها لزوماً ضد دین نیستند ولی نسبت به برخی یا تمام عقاید و اعمال دین شکاکند. برخی از آنها ممکن است دئیست باشند، با این باور که خدا وجود دارد ولی دین‌ها از سوی خدا نیست. سقراط از اولین شک‌گرایان دینی بود. او مشروعیت اعتقادات دوران خود به انواع خدایان را به پرسش گرفت. او همچنین مخالف قسم‌خورده سفسطه‌گری بود.